# Namontia
Namontia is een geslacht van rechtvleugeligen uit de familie Euschmidtiidae. De wetenschappelijke naam van dit geslacht is voor het eerst geldig gepubliceerd in 1964 door Descamps.

## Soorten
Het geslacht Namontia omvat de volgende soorten:
- Namontia crassipes Descamps, 1964
- Namontia humilicrus Descamps, 1964
- Namontia robusta Descamps, 1964